# Mario Rodríguez Cobos
Mario Luis Rodríguez Cobos (pseudonym Silo; 6. ledna 1938, Mendoza –16. září 2010, Mendoza, Argentina) byl argentinský spisovatel a levicový politik, zakladatel Humanistického hnutí. Vystupoval jako řečník, přednášel, psal knihy, povídky, články a studie vztahující se k politice, společnosti, psychologii, spiritualitě a dalším tématům. Ačkoli sám se považoval pouze za spisovatele, mnoho jeho čtenářů ho vzhledem k různorodosti témat, o kterých psal, vnímá i jako myslitele.

## Životopis
Narodil se v argentinském městě Mendoza ve španělské rodině. Jeho otec, Rafael Rodríguez, byl vinař. Matka, María Luisa Cobo, pocházející z Baskicka, byla učitelkou hudby. Silo byl nejmladší ze tří sourozenců, měl dva bratry, Raquela a Guillerma. S vynikajícími výsledky absolvoval základní a střední školu u školských bratrů – maristů. Věnoval se také gymnastice; ve své přední disciplíně, koni na šíř, dosáhl největšího úspěchu prvenstvím v oblasti Cuyo ve středo-západní Argentině. Kromě toho byl členem různých mládežnických organizací a vedl velmi aktivní společenský a intelektuální život. Navštěvoval kurzy italštiny a francouzštiny, studoval filozofii. Publikoval články v kulturních časopisech.
Absolvoval tři roky studia práv na univerzitě v Buenos Aires, a poté co byla otevřena Fakulta politických věd v Mendoze, se vrátil do rodného města, kde ve studiu práv pokračoval. Na univerzitě začal vytvářet studijní skupiny zabývající se tématem člověka a související existenciální a společenskou problematikou.
Cestoval po rodné Argentině, po Jižní Americe a po Evropě, vystřídal řadu povolání. Kolem roku 1960 – na základě „přehodnocení svých vnitřních přesvědčení,“ jak napsal jeden tehdejší časopis – začal prezentovat své návrhy, zatímco nadále vytvářel studijní skupiny v Argentině a v Chile. Se členy těchto skupin uspořádal veřejný projev, který byl nejprve vojenskou vládou v Argentině zakázán, ale později bylo jeho uskutečnění povoleno v horách, daleko od měst. Tehdejší vojenská diktatura i ty následné, které zemi sužovaly, do Silova života zasahovaly opakovaným zatýkáním a opětovným propouštěním na svobodu.
4. května 1969 nakonec Silo promluvil před dvěma stovkami lidí shromážděnými v Punta de Vacas (v provincii Mendoza), v lokalitě nacházející se v Andách poblíž hory Aconcagua. Šlo o vůbec první veřejnou prezentaci myšlenek, které se později staly základem Humanistického hnutí. V této řeči, známé jako „Uzdravení se od utrpení“, se dotkl témat jako překonání bolesti a utrpení, smysl života, násilí, přání a potěšení. Na tom samém místě dnes stojí jeden z mnoha Parků studií a reflexe souvisejících se Silovým učením. Park Punta de Vacas je považován za „historický park“.
V roce 1972 publikoval Vnitřní pohled a původní studijní skupiny se postupně rozšířily do dalších zemí, z části kvůli tomu, že mnoho jejich členů bylo vojenskou diktaturou donuceno k emigraci. Na začátku sedmdesátých let vytvořil Silo myšlenkový proud dnes známý jako nový či univerzalistický humanismus a založil Humanistické hnutí jako organizovanou skupinu lidí, snažící se uvést tyto ideje do praxe. Zjednodušeně se dá říci, že se toto myšlení zabývá lidskou existencí z celkového pohledu, jak její úrovní společenskou, tak i tou osobní.
Od osmdesátých let začala v Humanistickém hnutí i díky Silovu podnětu etapa rozšíření do celého světa a vytvoření tzv. organismů a akčních front: Humanistické strany, existující ve 30 zemích, Komunity pro lidský rozvoj (kulturně-společenské organizace), Centra kultur (také CoCu či Convergence of Cultures, tedy doslova „sbližování kultur“; multikulturní organizace), Světa bez válek a bez násilí (organizace za odzbrojení) a Světového centra humanistických studií.
Během roku 1981 byl Silo vyzván, aby prezentoval své návrhy na veřejných setkáních v různých evropských a asijských městech, navštívil Madrid, Řím, Berlín, Bombaj v Indii a Colombo na Srí Lance, Paříž. Později přednášel i v San Francisku a Mexico City. Mimořádný důraz kladl na nenásilný postoj, překonání utrpení, lidský přístup a na snahu nehledat viníky. Tyto důležité aspekty jeho myšlení byly shrnuty v knize Silo mluví.
6. října 1993 byl Silo v Moskvě oceněn čestným doktorátem Ústavu Latinské Ameriky ruské Akademie věd. Během předávací ceremonie obhajoval své myšlenky o „podmínkách předcházejících dialogu“ (condiciones predialogales), svou řeč uzavřel těmito slovy: „Ucelený dialog o podstatě této civilizace nebude možný, dokud společnost nepřestane věřit tomu množství iluzí živených současným systémem. Do té doby bude tento dialog nadále bezpředmětný a nebude ho provázet hluboká motivace společnosti. Nicméně je jasné, že v některých zeměpisných šířkách vzniká něco nového, něco, co začíná jako dialog odborníků a postupně expanduje do veřejného prostoru.“
Na začátku roku 2002 Silo ohlásil svůj odchod z Humanistického hnutí, poté co ho 32 let koordinoval. Rozhodování o dalším směřování hnutí svěřil shromáždění tvořenému jeho generálními koordinátory. V srpnu 2007 mělo toto shromáždění kolem 400 členů.
V polovině roku 2002 zveřejnil Silovo poselství, skládající se z Knihy, Zkušenosti a Cesty. Mezi jeho posledními projekty byl impuls k vytvoření komplexů nazvaných Parky studií a reflexe v Argentině, Chile, Španělsku, Spojených státech, Itálii, Indii, Egyptě a v dalších zemích, mj. i v České republice. Peníze na stavbu těchto parků jsou získávány z dobrovolných darů.
V prvním desetiletí třetího tisíciletí přednášel opět v Punta de Vacas i při jiných příležitostech o svém návrhu na usmíření, na dosažení hluboké a posvátné dimenze člověka. Přijímal pozvání, aby prezentoval své poselství na místech „skromných poměrů“, jako např. u lidí doma nebo v malých sálech ve městech Mendoza, Buenos Aires, Santiago de Chile a Quito (Ekvádor). Navštěvoval také akce pořádané v Lisabonu, v Římě, na severu Itálie i jinde. Kromě toho se při otevírání sálů Silova poselství a Parků studií a reflexe účastnil inauguračních oslav v Parcích La Reja (Buenos Aires), Manantiales (Santiago de Chile), Carcarañá (Rosario, Argentina), Toledo (Španělsko), Attigliano (Řím) a dalších.
Jedno z jeho posledních veřejných vystoupení se odehrálo 11. listopadu 2009 na summitu Nobelových cen za mír v Berlíně, když tímto městem procházel Světový pochod za mír a nenásilí. Při této příležitosti Silo vyzval k celosvětovému jadernému odzbrojení, jež označil za nejnaléhavější otázku současné doby.
Poslední roky svého života strávil v Chacras de Coria, vesnici ležící na okraji města Mendoza. 16. září 2010 zemřel ve svém domě na onemocnění ledvin, kterým trpěl již rok.

## Osobní život
Byl ženatý s Anou Luisou Cremaschi, se kterou seznámil již v mládí. Narodili se jim dva synové, Alejandro a Federico. Žili v Mendoze.

## Význam
Silo byl po celý život spornou postavou, svými následovníky byl považován za „duchovního průvodce“, zatímco jeho kritici ho vnímali jako spasitelského vůdce. On sám sebe označoval za spisovatele a člověka praktikujícího to, co nazýval „vnitřní religiozita“.
Existuje málo Silových rozhovorů a vystoupení v médiích. Nejvíce se jich odehrálo v Chile na počátku devadesátých let (v době, kdy se tato země navracela k demokracii), kdy se účastnil předních televizních debatních programů.
Některé instituce, např. Poslanecká sněmovna v Kostarice, projevily Silovi a jeho cestě uznání ve dnech následujících po jeho smrti.

## Dílo
- 1979: La mirada interna
- 1981: El paisaje interno
- 1989: Humanizar la Tierra (consta de La mirada interna, El paisaje interno y El paisaje humano)
- 1989: Experiencias guiadas
- 1991: Contribuciones al pensamiento
- 1991: Mitos raíces universales
- 1993: Cartas a mis amigos
- 1993: El día del léon alado
- 1996: Diccionario del Nuevo Humanismo
- 1996: Habla Silo
- 1998: Obras completas - Volumen I
- 2002: Obras completas - Volumen II
- 2006: Apuntes de psicología
- 2008: El mensaje de Silo

### Česky vyšlo
- Silovo Poselství, Praha, 2005
- Dopisy mým přátelům, překlad Zdeněk Frýbort, Praha, Trado Image, 1994
- Řízené zážitky, překlad jiří Kasl, Praha, 1991

## Citáty
| „ | Miluj skutečnost, kterou vytváříš a ani smrt nezastaví tvůj let. | “ |

| „ | Násilný přístup k násilí mír nepřinese. | “ |